# El pueblo aéreo
"El pueblo Aéreo" ("Le Village aérien" o "La Grande Forêt") es una novela del escritor  francés Jules Verne en la "Magazine de ilustración y recreo" ("Magasin d’Education et de Récréation") desde el 1 de julio hasta el 15 de junio de 1901, y como libro en un solo tomo de dos partes junto a "Las historias de Jean Marie Cabidulin" el 21 de noviembre de ese mismo año.
En la novela se cuestiona el famoso eslabón perdido entre los simios y los seres humanos.

## Sinopsis
En el corazón de África, en el bosque de la orilla meridional del río Ubangui, dos exploradores blancos descubren un pueblo ignoto que vive en los árboles. Estos dos héroes, un francés y un estadounidense, llamados Max Huber y John Cort, observan atentamente al pueblo para descubrir si son humanos y tratar de cumplir con su rey. Los exploradores van acompañados de Khamis, nativo que les sirve de guía, y de un niño negro, Llanga, que han recogido durante su viaje al Congo. El viaje fue originalmente destinado a acompañar a Urdax, un comerciante de marfil portugués, y las aventuras del francés, el estadounidense y sus acompañantes comenzarán al regresar de ese viaje.
Hay episodios en los que los personajes se enfrentan sucesivamente con:
- Una manada de elefantes salvajes.

- 2 rinocerontes.

- Bandas de simios: gorilas y bonobos juntos. En la novela, los bonobos aparecen con el nombre más genérico de «chimpancés», pues en la época se consideraba a las dos especies, el chimpancé común y el bonobo o chimpancé enano, como una sola. En la región en la que transcurren los acontecimientos narrados en la novela, la población es de bonobos, si bien el comportamiento agresivo es más propio del chimpancé común, que, en la zona del río Ubangui, habita en la otra ribera, la septentrional.

## Personajes
- El explorador estadounidense John Cort, apasionado de las ciencias naturales.
- El explorador francés Max Huber, apasionado de la caza. Presenta el característico humor francés que Jules Verne siempre da en sus novelas. Al comienzo de la historia, se queja de su inesperada exploración en África, para disgusto de su amigo John Cort.
- El guía Khamis, tercer miembro de la expedición.
- El niño negro Llanga, el cuarto miembro de la expedición, que guarda y protege a los monos generosamente.
- El niño mono Li-may, hijo de Lo-Mai (su padre) y La-Mai (su madre), a la que llama «Ngora», lo que significa «la madre» tanto en su idioma como en congoleño.
- El padre-espejo (Msélo-Tala-Tala en el idioma), rey de los hombres-mono cuyo nombre se refiere a las gafas que se ajustan.

## Capítulos
- I Tras un largo camino.

- II Los fuegos que se mueven.

- III Dispersión.

- IV Partida a emprender, partida emprendida.

- V Primera jornada de marcha.

- VI Siempre en dirección al suroeste.

- VII La jaula vacía.

- VIII El doctor Johausen.

- IX En la corriente del río Johausen.

- X ¡Ngora!

- XI La jornada del 19 de marzo.

- XII Maleza.

- XIII El pueblo aéreo.

- XIV Los wagddis.

- XV Tres semanas de estudios.

- XVI Su majestad Msélo-Tala-Tala.

- XVII ¡En qué estado se hallaba el doctor Johausen!

- XVIII Un desenlace abrupto.

## Temas vernianos tratados

### Descarga de responsabilidad
Este libro es fácil de leer, incluso para un niño; pero, de acuerdo con las ideas que se quieren generalmente aceptadas en el siglo XXI, es racista. Jules Verne compara la inteligencia de un adulto negro con la de un niño blanco de seis años. Este aspecto del libro no debe ocultar el hecho de que Jules Verne estaba en contra de la esclavitud: véase, por ejemplo, su libro "Norte contra Sur". Por lo tanto, es esencial recordar que un escritor, como cualquier persona, es ante todo alguien de su época, con los usos y las costumbres de ella. Es mejor, pues, leer la novela entendiéndola acorde a su tiempo, es decir, sin juzgar los conceptos con la mentalidad occidental del siglo XXI. Una segunda lectura en la edad adulta es muy gratificante, tanto para captar la perspectiva de la evolución geopolítica de los territorios donde la trama se lleva a cabo como para encarar el debate evolucionista a la luz de los descubrimientos científicos realizados desde entonces. En este sentido, la idea del eslabón perdido ya no es válida científicamente. Yves Coppens, igual que todos sus colaboradores paleoantropólogos, cree, sobre todo después del descubrimiento de Lucy y del más reciente de Toumaï, que hay que considerar más bien un ancestro común de los grandes simios actuales (chimpancé común, bonobo, gorila occidental, gorila oriental, orangután de Borneo y orangután de Sumatra) y del hombre moderno. Por tanto, hoy en día ya no se considera al ser humano como descendiente de esas otras especies actuales, sino como una más de ellas, muy próxima genéticamente al chimpancé común y al bonobo o chimpancé enano.
De hecho, la palabra «simio», que significa «parecido» (se entiende que en el sentido de «parecido al humano»), no es válida taxonómicamente, y ni siquiera es válido el concepto en otro sistema categorial elaborado desde un punto de vista lógico: si el humano, el chimpancé y el bonobo son más próximos entre sí que a los otros grandes primates actuales, y el chimpancé y el bonobo son simios y el humano no, entonces los gorilas y los orangutanes no son simios. Si los gorilas y los orangutanes son simios y el chimpancé y el bonobo también son simios, entonces el humano es un simio: pero ocurre que el humano no es parecido a sí mismo, sino igual. La palabra «simio», como se ve con facilidad, no proviene de una clasificación zoológica objetiva, sino de una visión antropocéntrica del mundo, y tiene su uso bien válido en otros campos distintos de la taxonomía y de los demás sistemas categoriales que hagan uso de la lógica, es decir: tiene un uso culturalmente válido, pero no es válido científicamente.

### El Congo independiente
En el primer capítulo, habla Jules Verne de la independencia del Congo de entonces: «es sólo la espera de la oportunidad de sacrificar su independencia». Esta frase refleja el sentido histórico del autor, quien anunció el movimiento de los pueblos por su libre determinación que tendría lugar en el siglo siguiente. 
Una vez más, hay aquí un aspecto del libro que puede llamar a confusión. Jules Verne no era ciego a los males del colonialismo. Por ejemplo, en uno de sus primeros libros, "Le Tour du monde en quatre-vingt jours" ("La vuelta al mundo en 80 días"), dice que «el comercio de opio por los británicos ha causado estragos entre los chinos».

### Darwinismoycatolicismo
Jules Verne cita en varias ocasiones la teoría de Darwin y reconoce su lógica, al tiempo que subraya que ninguna criatura que se halle será el eslabón perdido entre los seres humanos y los grandes simios, ya que no hay tal eslabón. En este sentido, la ciencia moderna le da la razón. Es uno más de esos temas en cuyo tratamiento demuestra Verne sus asombrosas dotes de anticipación, y que justifican su reputación de visionario. No es difícil determinar si Jules Verne quería evitar asustar al lector cristiano o si se reflejan sus creencias, ya que no habla como un religioso, sino como un naturalista de su tiempo. No obstante, en dos de sus libros, "Familia sin nombre" y la versión original de "Los náufragos del Jonathan", da un papel importante a los sacerdotes católicos. 
Jules Verne insiste en que los hombres y los simios no tienen cola. También hace hincapié en que los hombres y los grandes simios son bimanos. Como diferencia más importante entre los humanos actuales y los grandes simios señala, por supuesto, la facultad del habla: con la perspectiva de la ciencia moderna, las especies humanas antepasadas de la actual (Homo erectus, por ejemplo) no tenían esa facultad.

## Aportación a la literatura y al cine
Este libro es tal vez la inspiración para el escritor Edgar Rice Burroughs, creador de Tarzán, quien habla en algunos de sus libros de un pueblo de hombres-mono. Sin embargo, Burroughs es menos riguroso que Verne: sus hombres-mono tienen cola, detalle aberrante desde un punto de vista científico. 
La novela de Verne es también precursora de otra de ciencia ficción: "El planeta de los simios"; y, por tanto, de las dos películas del mismo título: la de 1968 y la del 2001. 
Arthur Conan Doyle también leyó la novela de Verne, que puede ser que inspirase la suya titulada "El mundo perdido" (1912), de la que se han hecho varias adaptaciones cinematográficas y televisivas; y en esa línea continuarían la novela de Michael Crichton Jurassic Park y sus adaptaciones cinematográficas por parte de Spielberg.